# Comune di Tølløse
Il comune di Tølløse, fino al 1º gennaio 2007 è stato un comune danese situato nella contea della Selandia Occidentale, il comune aveva una popolazione di 9 956 abitanti (2005) e una superficie di 126 km².
Capoluogo era la cittadina omonima.
Dal 1º gennaio 2007, con l'entrata in vigore della riforma amministrativa, il comune è stato soppresso e accorpato ai comuni di Jernløse, Svinninge e Tornved per dare luogo al riformato comune di Holbæk compreso nella regione della Selandia.